# 鲍勃·达菲 (1940年)
罗伯特·约瑟夫·达菲（英語：Robert Joseph Duffy，1940年9月26日—），美国NBA联盟前职业篮球运动员。他在1962年的NBA选秀中第2轮第10顺位被圣路易斯鹰选中。